# ابوت اسپرینگز (آلاباما)
ابوت اسپرینگز (به انگلیسی: Abbot Springs) یک منطقهٔ مسکونی در ایالات متحده آمریکا است که در شهرستان شلبی، آلاباما واقع شده‌است. در حالی که این منطقه زمانی محدوده ای ثبت نشده بود، اکنون بخشی از شرق وست اور است. این منطقه کمتر از ۳ مایل از شهر هارپرسویل فاصله دارد.